# Auffach
Auffach ist eine Ortschaft in der Gemeinde Wildschönau im Bezirk Kufstein. Es besteht zudem eine gleichnamige Katastralgemeinde.

## Geografie
Auffach liegt am Südende des Wildschönauer Hochtales. Das Kirchdorf liegt in 869 m Höhe. Die Fläche der Katastralgemeinde beträgt 4.684,57 ha.
Zu den Bergen der Umgebung zählen unter anderem das Feldalphorn, das Schwaiberghorn, der Lämpersberg, die Joelspitze und der Schatzberg.
Zu Auffach gehört eine Vielzahl von Almen: Baumgartenalm, Breiteggalm, Breiteggalm-Hochleger, Farnkaseralm, Grasingalm, Gressensteinalm, Hintere Aschbachalm, Hintere Feldalm, Hohlriederalm, Hönigkaseralm, Klettingeralm, Koberalm, Koglalm, Kundlalm, Melchamalm, Mitterbergalm, Neuhögenalm, Niederkaseralm, Pechkaseralm, Praa-Alm, Prädastenalm, Prädastenalm-Hochleger, Salcheralm, Schwaighofalm, Schönangeralm, Seefeldalm, Spitzeralm, Starchentalm, Steinbaumgartalm, Steineralm, Streiferalm, Talsalm, Thaleralm, Thaleralm-Hochleger, Trettlalm, Übelalm, Unterbergeralm, Vordere Aschbachalm, Vordere Feldalm.

## Geschichte
Der Name des Ortes ist abgeleitet von einer früheren Holz-Auffache, einer Vorrichtung, mit der das angeschwemmte Triftholz aufgefangen wurde.

## Kultur und Sehenswürdigkeiten
- Katholische Pfarrkirche Auffach hl. Johannes Nepomuk
- Die Schatzberg-Gondelbahn ist eine der längsten Einseilumlaufbahnen Österreichs.